# 斯瓦希里语语法
斯瓦希里语语法是班图语支的典型代表，具有该语支的所有特征。这些包括其黏着语特点、丰富的名词类别、广泛的人称（主格和客格）变化、时体气和主动宾语序。

## 类型
根据多方面的考虑，斯瓦希里语可能有几种描述方式：
- 它是一个黏着语。它通过将具有特定含义的分离的词根和词素连接在一起来构造整个单词，并且还可以通过类似过程修改单词。
- 基本单词顺序是主动宾。然而，因为动词要被屈折变化以指示主语，有时也要指示宾语，所以可以改变顺序以强调句子的某些部分。
- 在名词上没有语法标记。名词的作用由动词中的词序和动词一致性标记组合表示，对名词本身并没有改变。
- 有一套复杂的语法性别系统，但是由于这不包括基于自然性别的区分，因此通常使用“名词类别”而不是“性别”。
- 除了少数情况外，它具有头方向（英语：Head-first）顺序。
- 它是一个亲语言（英语：Pro-drop_language）。动词可以在没有明确指定具有实词（名词或人称代词）的主语或宾语情况下使用。

## 人称代词
代词在很多方面表现得像名词，既有单数形式又有复数形式，存在于所有名词类别中，但没有屈折变化，这意味着“我们”的主格和宾格没有区别，都是 sisi。
人称代词有两种形式：一个是作为单词独自使用的独立形式；一个是联合其它单词使用的联合形式，如 na“与-”和 ndi-“是-”。除了 wao 以外的所有独立形式都是重叠音节。Nyinyi 可能被异化为 ninyi。这些代词还有独立的属格词干，这是添加所有格前缀时使用的组合词干。
| 类别         | 独立          | 联合后缀 | 属格后缀 | “全部”         |
| ------------ | ------------- | -------- | -------- | -------------- |
| 第一人称单数 | mimi          | -mi      | -angu    | —              |
| 第二人称单数 | wewe          | -we      | -ako     | —              |
| 第三人称单数 | yeye          | -ye      | -ake     | —              |
| 第一人称复数 | sisi          | -si      | -etu     | (sisi) sote    |
| 第二人称复数 | nyinyi, ninyi | -nyi     | -enu     | (nyinyi) nyote |
| 第三人称复数 | wao           | -o       | -ao      | (wao) wote     |

注意，人称代词不区分对象性别，yeye可以表示“他”或“她”。然而，这些代词仅限制于有生命的对象（即人或动物），所以 yeye 不能表示无生命的“它”。属格形式 -ake 根据上下文不限于“他”、“她”或有生命或无生命的“它”。
斯瓦希里语是一个亲语言。因为其动词通常已经包含了前缀来标识主语和宾语，人称代词并不严格需要，多是在强调时使用。例外的情况包括使用了系词（英語：copula）ni（或其对应的否定词 si），以及缺乏主语前缀的动词习惯形式。
在非正式的对话中，当人称代词没有重读时，它们会出现缩减形式，如：用mi、mie 代替 mimi。这主要出现在当代词不是仅仅为强调而是需要的时候添加的时候。（例如：mi ni“我是”，非正式）。非正式口语中的 -na- 前面的第一人称单数主语前缀 ni- 往往被省略。例如：标准的 (mimi) ninajua“我知道”经常在斯瓦希里语口语中为 (mi) najua。

## 动词
与名词一样，动词通过向基本词干添加前缀而形成。然而，与名词的前缀不同，动词前缀不是动词的固定部分，而是表示主语、宾语、时体气和其他屈折类别。通常，动词以词干形式的词典中引用，经常用连字符表示要添加前缀，例如：-sema“说”、-andika“写”、-la“吃”。也可以使用以 ku- 开头的不定式/动名词形式（对于少数几个动词以 kw- 开头），例如：kusema“说”、kuandika“写作”、kula“吃”。